# MotoGP
MotoGP (voorheen de 500cc-klasse) is een klasse van motorwegwedstrijden. Zij maakt sinds 2002 deel uit van het wereldkampioenschap wegrace, die door de Fédération Internationale de Motocyclisme (FIM) georganiseerd wordt.

## Geschiedenis
Tussen 1949 en 2001 was de 500cc-klasse de zwaarste klasse in de motorsport-wegrace.
De MotoGP is de opvolger van de 500cc-klasse. De voornaamste motorenproducenten, eigenlijk de vier grote Japanse merken (Honda, Yamaha, Suzuki en Kawasaki), vonden deze klasse al enige tijd geen goede afspiegeling van de commerciële markt voor straatmotoren. In goed overleg met de organiserende FIM werd besloten een viertaktklasse in het leven te roepen waarbij de machines gelimiteerd waren tot 990 cc. Ook Europese fabrieken als Ducati besloten zich in deze nieuwe klasse te begeven, met daarbij nog enkele kleinere fabrikanten. In 2001 kwamen de eerste MotoGP-machines samen met de 500cc-tweetaktmachines uit in het laatste 500cc-seizoen. Het jaar daarop werd het eerste volledige MotoGP-seizoen. Daarnaast breidde het aantal races per seizoen zich uit tot 18 in het seizoen 2007. Het enige circuit dat vanaf het begin van de GP-racerij in 1949 hierbij betrokken was, is het Circuit van Drenthe, waar iedere laatste zaterdag in juni de TT werd verreden. Vanaf 2016 wordt de race op zondag verreden.
Valentino Rossi, rijdend met zijn vaste nummer 46, werd de eerste wereldkampioen in deze klasse en herhaalde dit in de drie volgende seizoenen. Voor aanvang van het seizoen 2004 maakte hij een veelbesproken overstap van Honda naar Yamaha. Nicky Hayden won de titel in 2006 en Casey Stoner in 2007. Andere bekende rijders zijn Sete Gibernau, Marco Melandri, Dani Pedrosa, Marc Marquez en Jorge Lorenzo.
In het seizoen 2007 werd de maximale cilinderinhoud teruggebracht tot 800 cc. Tevens stelde de FIM een nieuwe bandenregel in, die de teams verplicht een selectie van banden te kiezen, alvorens het raceweekend begint. De achterliggende gedachte was het terugdringen van vermogen en daarmee de topsnelheid. Het bleek echter al snel dat rondetijden nog steeds toenamen; enerzijds door vooruitgang in techniek, anderzijds door de hogere bochtensnelheid van de lichtere machines.
De MotoGP introduceerde in 2012 de 1000cc-motor. De seizoenen daarvoor reden de MotoGP-coureurs op een 800cc-machine.

## Kampioenen
Het wereldkampioenschap voor coureurs wordt vergeven aan de meest succesvolle coureur over een heel seizoen, zoals wordt bepaald door het puntensysteem gebaseerd op grand-prixresultaten. Giacomo Agostini is het vaakst kampioen geworden in de 500 cc-klasse: achtmaal tussen 1966 en 1975, op een totaal van vijftien wereldtitels. Valentino Rossi heeft zeven kampioenschappen in de 500 cc en MotoGP behaald en nog twee in lichtere klassen (125 cc en 250 cc). De wereldkampioen van 2024 is Jorge Martín.